# زرغز (فخرود)
زرغز (بالفارسية: زارگز) هي قرية تقع في إيران في خراسان الجنوبية. يقدر عدد سكانها بـ 513 نسمة بحسب إحصاء 2016.